# Dramatik
Dramatik (z řečtiny) je spisovatel dramat.

## Historie
Mezi první známé dramatiky západní civilizace, jejichž díla se dochovala, patří antičí Řekové. Ti psali dramata pro výroční Athénské soutěže, které se konaly kolem 5. století př. n. l. Těchto soutěží se účastnili dramatici jako Aischylos, Sofoklés, Eurípidés a Aristofanés, jež zavedli básnické formy, na něž stále spoléhají jejich moderní protějšky. Pro Řeky byla „poeisis“ aktem tvorby her, takže slovo „poeta“ má oproti antice rozdílnou konotaci.